# لملوده
لملوده (به عربی: لملودة) یک منطقهٔ مسکونی در لیبی است که در استان درنه واقع شده‌است.